# Top.HR Music Awards 2023.
Top.HR Music Awards 2023. je godišnja glazbena nagrada u Hrvatskoj koja je bila dodijeljena za glazbeni doprinos u 2022. godini.
Dodjela nagrada održala se 23. veljače 2023. godine u maloj dvorani Vatroslava Lisinskog u Zagrebu. Snimka dodjele bila je prikazana 25. veljače 2023. godine u popodnevnom terminu na RTL Televiziji.
Nagrada Top.HR Music Awards 2023. godine dodjeljivala se u jedanaest kategorija.

## Dobitnici nagrada[3]
| Nagrada                                 | Dobitnik                                              |
| Pjesma godine                           | Eni Jurišić i Matija Cvek – "Trebaš li me"            |
| Muški izvođač godine                    | Luka Nižetić                                          |
| Ženski izvođač godine                   | Mia Dimšić                                            |
| Grupa godine                            | Parni valjak                                          |
| Novi izvođač godine                     | Lorena Bućan                                          |
| Inozemni izvođač godine                 | Ed Sheeran                                            |
| Najprodavaniji domaći album (reizdanje) | "Odbrana i poslednji dani" – Idoli                    |
| Najprodavaniji novi domaći album        | "Lipanj, srpanj, kolovoz" – Urban & 4                 |
| Najprodavaniji inozemni album           | "Unlimited Love" – Red Hot Chili Peppers              |
| Streaming singl godine                  | "Fališ mi" – Severina i Azis                          |
| Streaming izvođač godine                | Severina                                              |
| Multi-platinum Award                    | Željko Bebek, YU Grupa, Parni valjak i Daniel Popović |
| Multi-platinum Award                    | Vlatko Stefanovski                                    |